# Mamou (Louisiana)
|  | Dieser Artikel wurde aufgrund von inhaltlichen Mängeln auf der Qualitätssicherungsseite des Projektes USA eingetragen. Hilf mit, die Qualität dieses Artikels auf ein akzeptables Niveau zu bringen, und beteilige dich an der Diskussion! Eine nähere Beschreibung der zu behebenden Mängel fehlt. |

Mamou ist eine Kleinstadt im Evangeline Parish im US-amerikanischen Bundesstaat Louisiana. Das U.S. Census Bureau hat bei der Volkszählung 2020 eine Einwohnerzahl von 2936 ermittelt.

## Kultur
Mamou liegt im Herzen von Acadiana, Louisianas Cajun-Region. Die Stadt ist berühmt für ihre Musik und nennt sich selbst „The Cajun Music Capital of the World“ (Die Welthauptstadt der Cajun-Musik). Der Stadtname taucht im Titel diverser Songs auf, beispielsweise in Big Mamou, Tit Galop Pour Mamou und Valse de Grand Mamou. In Mamou wird jeden Samstagmorgen in Fred’s Lounge Cajun-Musik gespielt, die gleichzeitig über das Radio in die gesamte Cajun-Region verbreitet wird.
Jedes Jahr zum Mardi Gras wird in Mamou der sogenannte Courir de Mardi Gras abgehalten. Hierbei reiten die Einwohner Mamous in die nähere Umgebung aus und sammeln bei den Nachbarn Hühner und andere Zutaten für ein Gumbo ein, das nach der Rückkehr und einer Parade über die 6th Street für alle gekocht wird. Den gesamten Tag über spielen auf der Hauptstraße und den anliegenden Kneipen Cajun- und Zydeco-Bands.

## Bekannte Bewohner
- Danny Ardoin, Major-League-Baseball-Spieler (* 1974)
- Dewey Balfa, Cajun-Musiker (1927–1992)
- Chris Duhon, professioneller Basketball-Spieler (* 1982)
- Steve Riley, Cajun/Zydeco-Akkordeonspieler, Sänger und Bandleader (* 1969)
- Keith Sonnier, Installationskünstler (1951–2020)